# پیترو نبیل
 پیترو نبیل (انگلیسی: Pietro Nobile؛ ۱۱ اکتبر ۱۷۷۶ – ۷ نوامبر ۱۸۵۴) یک معمار اهل اتریش بود.